# Landtagswahl im Trentino 1978
Die Landtagswahl im Trentino 1978 fand am 19. November als Wahl zum Regionalrat Trentino-Südtirol statt. Gewählt wurden die 36 Mitglieder des Trentiner Landtags.
Am selben Tag fand auch die Wahl zum Südtiroler Landtag statt.

## Ergebnis
| Listen                                    | Listen                                        | Stimmen | %    | Mandate |
| ----------------------------------------- | --------------------------------------------- | ------- | ---- | ------- |
|                                           | Democrazia Cristiana                          | 137.847 | 49,0 | 18      |
|                                           | Partito Popolare Trentino Tirolese            | 36.820  | 13,1 | 5       |
|                                           | Partito Comunista Italiano                    | 30.028  | 10,7 | 4       |
|                                           | Partito Socialista Italiano                   | 25.645  | 9,1  | 3       |
|                                           | Neue Linke/Nuova Sinistra                     | 12.315  | 4,4  | 1       |
|                                           | Partito Repubblicano Italiano                 | 9.742   | 3,5  | 1       |
|                                           | Partito Socialista Democratico Italiano       | 8.473   | 3,0  | 1       |
|                                           | Democrazia Proletaria                         | 5.412   | 1,9  | 1       |
|                                           | Partito Liberale Italiano                     | 5.091   | 1,8  | 1       |
|                                           | Movimento Sociale Italiano – Destra Nazionale | 5.028   | 1,8  | 1       |
|                                           | Unione Indipendenti per il Trentino           | 3.201   | 1,1  | –       |
|                                           | Lista del Referendum                          | 1.497   | 0,5  | –       |
| Gesamt                                    | Gesamt                                        | 281.099 | 100  | 36      |
|                                           |                                               |         |      |         |
| Quelle: Autonome Region Trentino-Südtirol |                                               |         |      |         |